# Blefaroplàstia
La blefaroplàstia (grec : blepharon, "parpella" + plassein "formar") és l'operació de cirurgia plàstica per corregir defectes, deformitats i desfiguracions de les parpelles ; i per modificar estèticament la regió ocular de la cara. Amb l'excisió i l'eliminació, o el reposicionament (o ambdós) dels teixits en excés, com la pell i el greix dels adipòcits, i el reforç dels teixits musculars i tendinosos corresponents, el procediment de blefaroplàstia resol els problemes funcionals i cosmètics de la periorbita, que és la zona des de la cella fins a la part superior de la galta. El procediment és més comú entre les dones, que van representar aproximadament el 85% dels procediments de blefaroplàstia el 2014 als EUA i el 88% d'aquests procediments al Regne Unit.

## Objectius
Els objectius operatius d'un procediment blefaroplàstic són la restauració del correcte funcionament de la parpella o parpelles afectades i la restauració de l'estètica de la regió ocular de la cara, que s'aconsegueixen eliminant l'excés de pell de la parpella o parpella. suavitzar els músculs oculars subjacents, estrènyer les estructures de suport i resecar l'excés de greix de la zona retroseptal de l'ull, per tal de produir una transició anatòmica suau de la parpella inferior a la galta.

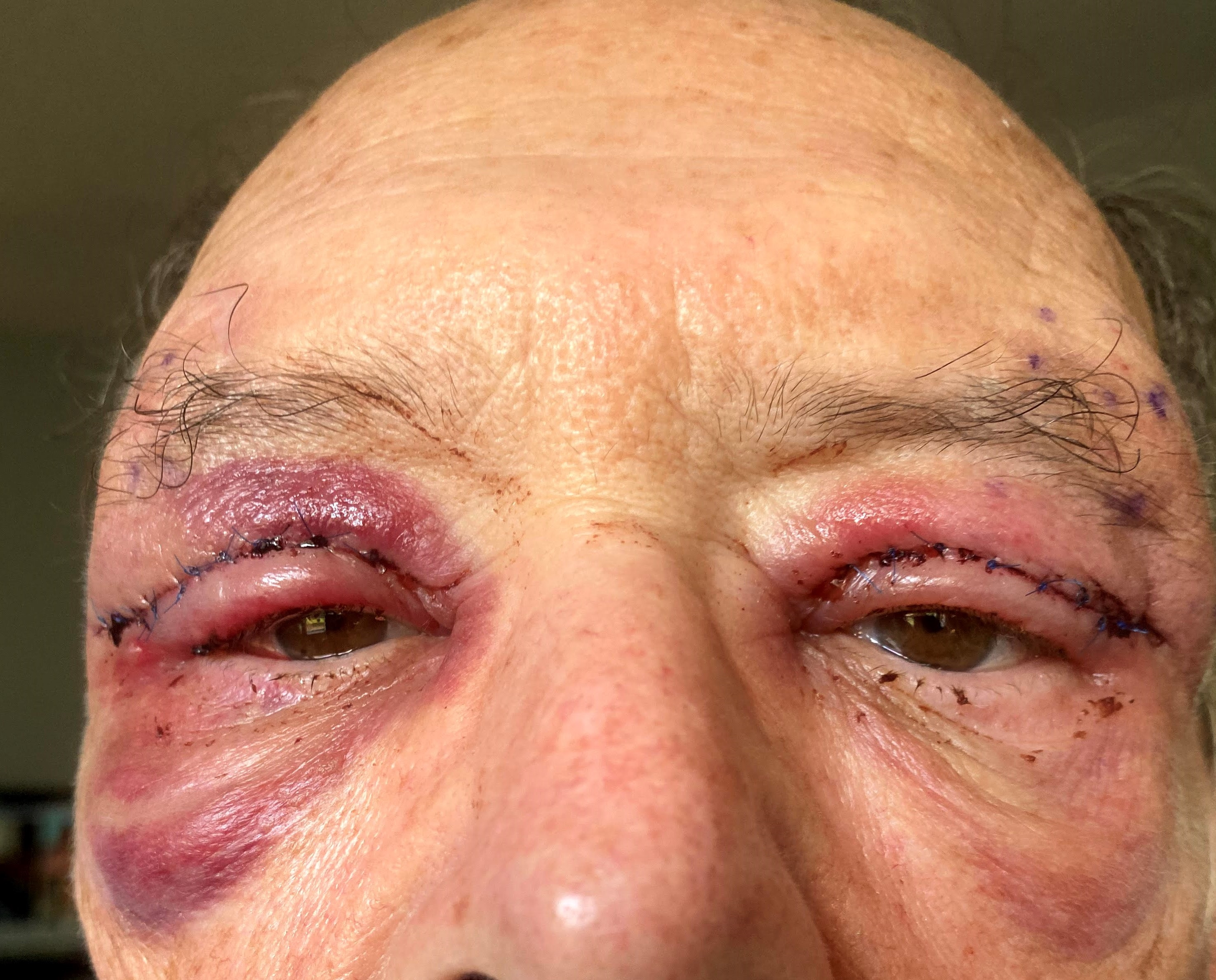
Resultats d'una blefaroplàstia en un home adult un dia després de la cirurgia

En un procediment de cirurgia ocular, la correcció o modificació habitual (o ambdues) és de les parpelles superior i inferior, i dels teixits circumdants de les celles, la zona superior del pont nasal i les parts superiors de les galtes, que són s'aconsegueix modificant els recobriments periòstics dels ossos facials que formen l'òrbita (òrbita ocular). El periosti consta de teixits connectius de dues capes que cobreixen els ossos del cos humà: 
1. la capa externa de xarxes de teixits connectius densos amb vasos sanguinis i
2. la capa interna i profunda de feixos col·lagens formada per cèl·lules fusiformes de teixit connectiu i una xarxa de fibres fines i elàstiques.

El procediment de blefaroplàstia d'Àsia oriental difereix de la blefaroplàstia clàssica. En pacients més joves, l'objectiu de la cirurgia és crear un plec supratarsiano ("cirurgia de doble parpella"), mentre que en pacients grans els objectius són crear o elevar el plec supratarsià i resecar la pell de la parpella sobrant ("bleparoplàstia asiàtica").

## Superior/inferior

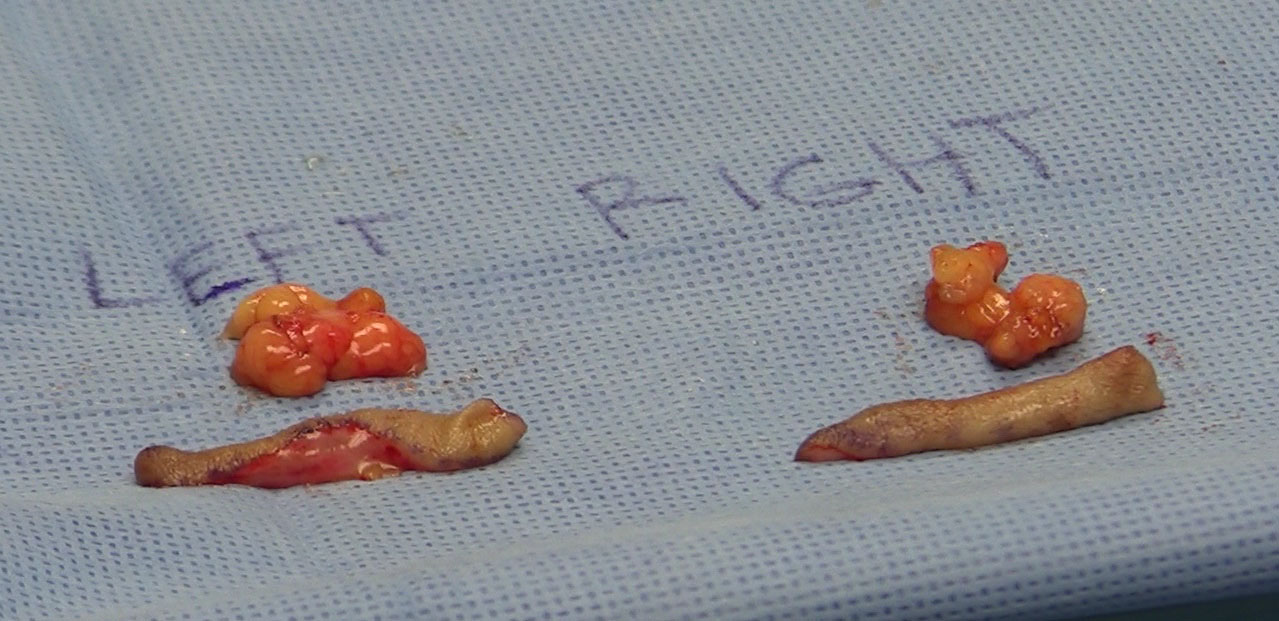
Blefaroplàstia: el greix groc (teixit adipós) i la pell (teixit lineal) eliminats durant una blefaroplàstia quàdruple. El greix de la parpella inferior es va eliminar amb una tècnica transconjuntival.

La blefaroplàstia de la parpella superior consisteix en l'eliminació de l'excés de pell i fins itot d'una part del múscul orbicular subjacent. Alguns casos també requereixen eliminar part del paquet gras intern, però sempre de forma conservadora. Per a aquesta cirurgia es realitzen incisions en els plecs naturals de la parpella, que eviten la visibilitat de les cicatrius. A la blefaroplàstia inferior cal distingir entre el tractament de les bosses i el tractament de la laxitud i arrugues de la pell.
Les bosses greixoses de les parpelles es tracten mitjançant la reducció o recol·locació de les mateixes. La reducció dels paquets grassos sol fer-se en pacients que tenen unes bosses molt grans. A la resta de pacients pot ser preferible la recol·locació de les mateixes, usant el propi greix de pacient per esborrar els solcs que existeixen sota les bosses. En ambdós casos, el maneig de les borses pot realitzar-se per via externa, realitzant una incisió a la pell, o per via interna a través de la conjuntiva (via transconjuntival). Els avantatges d'aquesta última són molts, incloent-hi l'absència de cicatriu visible, una recuperació més ràpida i més seguretat, ja que hi ha un accés més directe a les borses per aquesta via.
Finalment, el tractament de la laxitud de la parpella inferior depèn de la severitat d'aquesta, i s'utilitzen tècniques com el peeling o el resurfacing de la pell amb làser, o tècniques de tensat de les estructures de la parpella com la cantopèxia. En alguns casos pot ser necessari eliminar una petita quantitat de pell de la parpella inferior.

## Ús mèdic

Línies d'incisió per a blefaroplàstia

Els minuciosos historials mèdics i quirúrgics preoperatoris i l'exploració física de la zona periorbital del pacient (de cella a galta al nas), determinen si el pacient es pot sotmetre amb seguretat a un procediment de blefaroplàstia per resoldre de manera factible (corregir o modificar, o ambdues) les indicacions funcionals i estètiques presentades pel pacient. Seqüencialment, la blefaroplàstia de la parpella inferior pot abordar amb èxit les qüestions anatòmiques de l'excés de pell de la parpella, la flacciditat dels músculs oculars i del septe orbital (lligament palpebral), l'excés de greix orbital, la mala posició de la parpella inferior i la prominència del solc nasojugal, on l'òrbita (òrbita de l'ull) es troba amb el pendent del nas.
Pel que fa a la parpella superior, un procediment de blefaroplàstia pot resoldre la pèrdua de visió perifèrica, causada per la flacciditat de la pell de la parpella superior que cobreix les pestanyes; les parts exteriors i superiors del camp de visió del pacient es veuen afectades i li causen dificultats per realitzar activitats quotidianes com conduir un automòbil i llegir un llibre.

## Ús cosmètic
A molts països asiàtics, la cirurgia de doble parpella és la cirurgia més popular, especialment a Corea. Depenent dels mètodes, de l'experiència dels metges dirigits i de la dificultat del cas individual, aquesta cirurgia pot costar entre 2.000 i 4.000 dòlars EUA. El procediment és famós per produir una doble parpella per als pacients de la manera més natural a llarg termini. Aquest tipus d'operacions normalment triguen entre 30 minuts i una hora i els pacients no han de romandre hospitalitzats després. El dia d'eliminació de punts és d'uns 5 a 7 dies després de la cirurgia. A causa del comú i senzill que és l'operació, nombrosos estrangers van a Corea del Sud cada any per fer-se una blefaroplàstia.

## Procediments

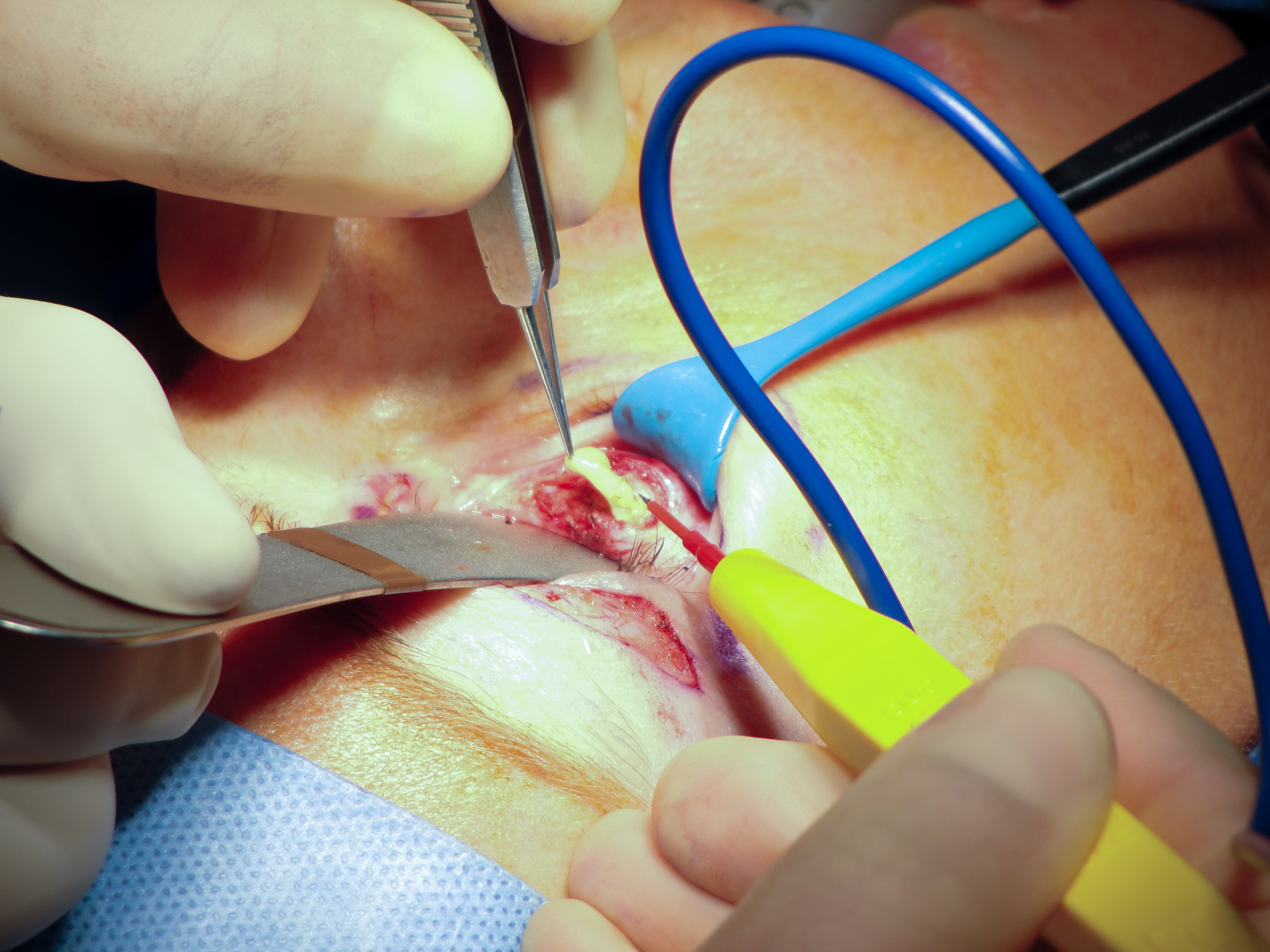
Blefaroplàstia transconjuntival: l'eliminació del greix orbital per a la modificació estètica de la parpella inferior

Un procediment de blefaroplàstia normalment es realitza mitjançant incisions quirúrgiques externes fetes al llarg de les línies naturals de la pell (plecs) de les parpelles superior i inferior, que després amaguen les cicatrius quirúrgiques de la vista, especialment quan estan afectades pels plecs de la pell sota les pestanyes de la parpella inferior.. Les incisions també es poden fer des de la conjuntiva, la superfície interior de la parpella inferior, com en el cas d'una blefaroplàstia transconjuntival.
La tècnica de blefaroplàstia inferior transconjuntival va ser pionera pel professor clínic de cirurgia de la Universitat de Medicina de Chicago, el doctor Anthony J. Geroulis i va ser introduïda a l'assaig mèdic el 1998. La tècnica transconjuntival s'ha convertit en la norma en el camp de la cirurgia plàstica i la majoria dels cirurgians la prefereixen a les incisions quirúrgiques externes. Aquesta tècnica és especialment útil per als pacients amb tons de pell més foscos on la incisió externa estàndard sovint deixa una cicatriu blanca visible.
La tècnica de blefaroplàstia transconjuntival permet l'excisió (tall i extirpació) del teixit adipós de la parpella inferior sense deixar una cicatriu visible, però la tècnica de blefaroplàstia transconjuntival no permet l'eliminació de l'excés de pell de la parpella.

## Intervenció

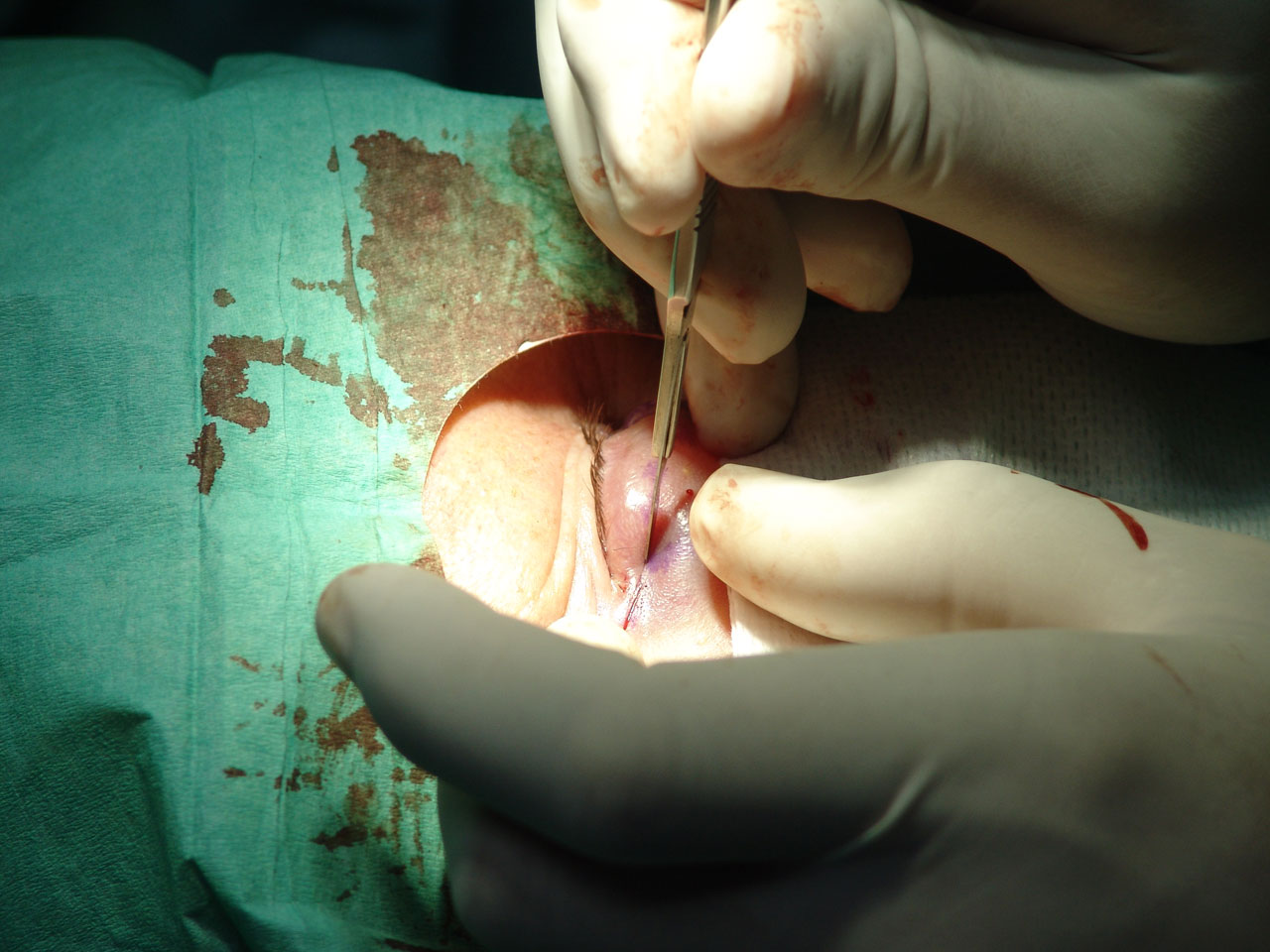
Incisió inicial al llarg de la parpella superior esquerra

Una operació de blefaroplàstia sol necessitar entre 1 i 3 hores per completar-se. Postoperatòriament, s'espera inflor i hematomes i normalment es resoldran sense més intervenció, encara que l'aplicació de compreses fredes pot ajudar a reduir la durada i les molèsties. No hi ha mesures de resultat estandarditzades per a la blefaroplàstia superior o inferior. La blefaroplàstia és generalment una cirurgia relativament segura, però les possibles complicacions inclouen hematoma/equimosi, lagoftalmos (tancament incomplet o anormal de les parpelles), ptosi (caiguda de la parpella superior), cicatrius, ulls secs, hematoma orbital/síndrome compartimental, limfema i trastorns de la motilitat ocular.
Després del procediment, es col·loca un tipus de punt conegut com a cantopèxia a prop de la cantonada exterior de la parpella inferior, que es troba dins del teixit. Això permet que la posició de la parpella es mantingui fixa durant el procés de curació. La cantopèxia es dissol després de quatre a sis setmanes d'ús. Per a pacients concrets, pot ser necessària una elevació mitjana de la cara per rejovenir el complex de la parpella inferior i la galta. 
L'estat anatòmic de les parpelles, la qualitat de "desgast" de la pell del pacient, la seva edat i l'estat general dels teixits adjacents, com a conseqüència de les condicions anatòmiques del pacient, afecten els resultats funcionals i estètics. aconseguit amb la cirurgia de les parpelles. A part de les condicions anatòmiques de la regió ocular del pacient, l'aparició o no de complicacions mèdiques està determinada per factors com ara: 
- Síndrome de l'ull sec: que es pot agreujar per la interrupció de la pel·lícula lacrimal (llàgrima) natural dels ulls.[17]
- Laxitud de la pell palpebral: laxitud del marge de la parpella inferior, que predisposa la parpella inferior a una posició incorrecta
- Prominència del globus ocular: la protuberància del globus ocular en relació amb el complex malar (galta), que predisposa la parpella inferior a una mala posició.

Blefaroplàstia transconjuntival de la parpella inferior dreta
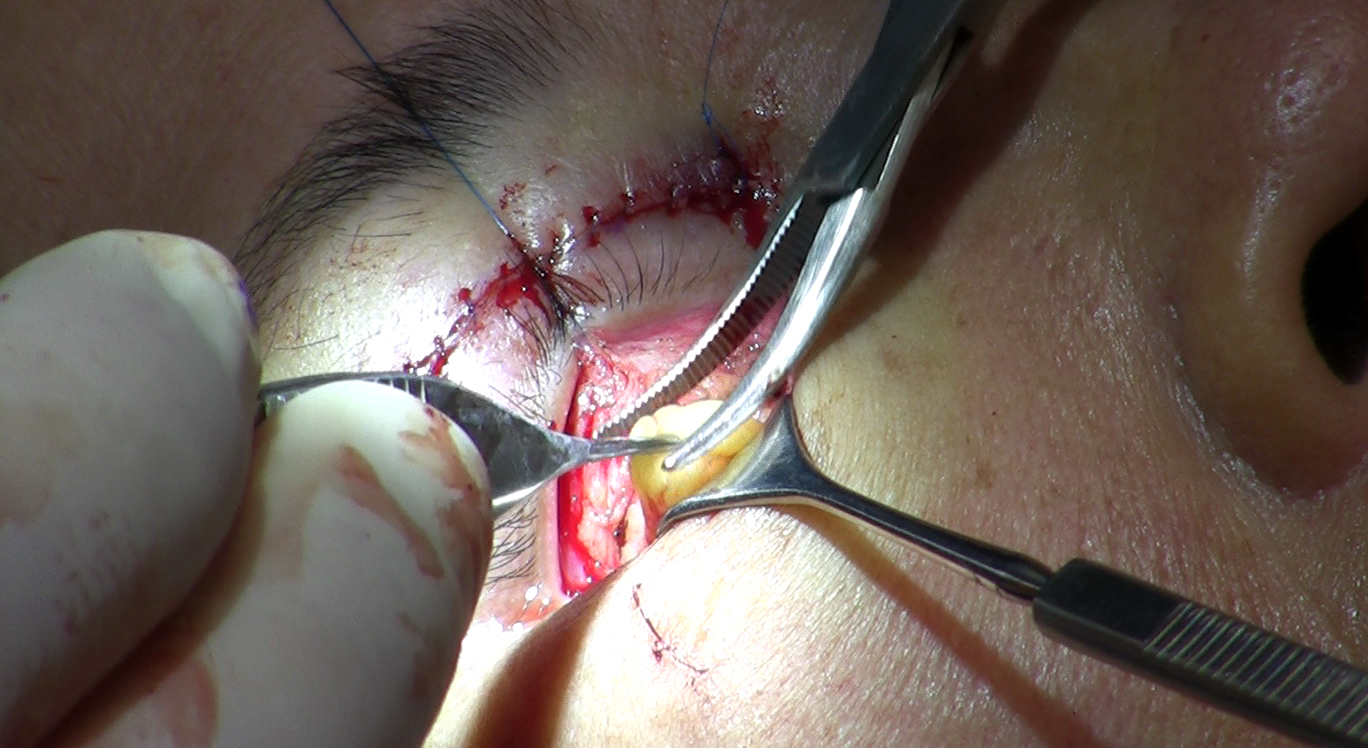
El greix s'elimina de la parpella inferior mitjançant una incisió a la superfície interna de la parpella. Una sutura quirúrgica reté el teixit intern de la parpella sobre el globus ocular.
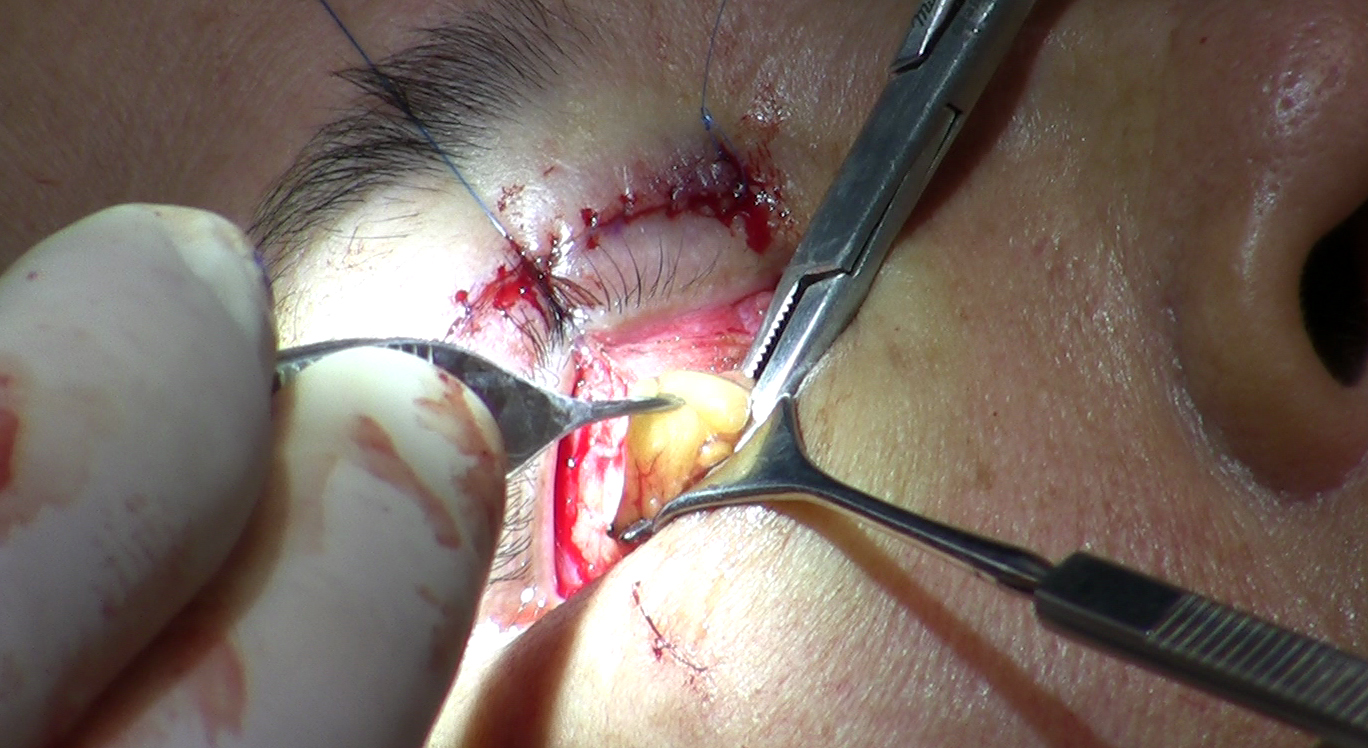
El greix es subjecta amb pinces (esquerra) i es subjecta amb un hemostat (dreta), mentre que un petit retractor mèdic manté allunyat el teixit addicional, perquè el cirurgià pugui operar (a baix a la dreta).
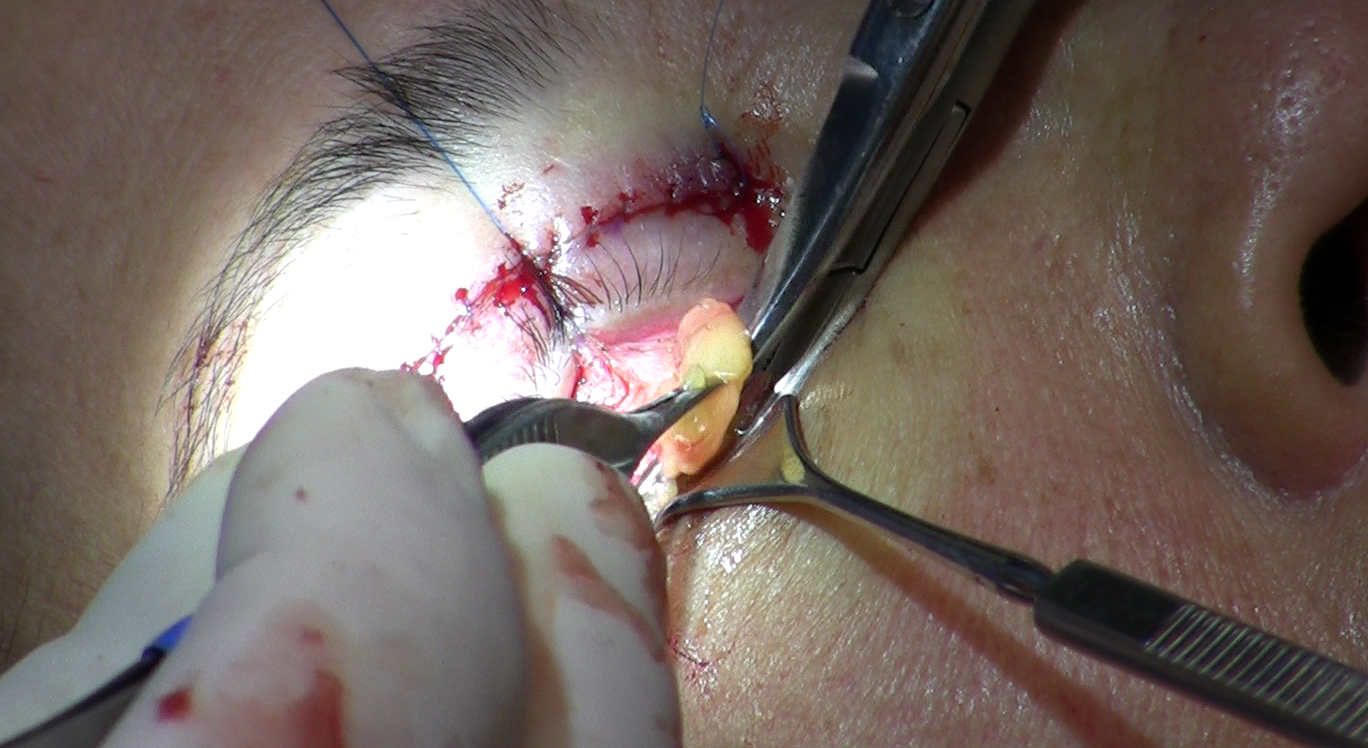
El greix s'extreu (retalla) amb unes tisores quirúrgiques.

## Complicacions
Les complicacions de la blefaroplàstia són rares quan és realitzada per un cirurgià expert. Les més greus i infreqüents són aquelles que poden afectar la visió i la superfície ocular, la retracció de la parpella, o la infecció. Aquestes poden arribar a ocasionar ull sec, queratitis i ceguesa. Menys greus, encara que són més freqüents, són les lleugeres asimetries, la correcció insuficient de la pell o les bosses, o l'edema conjuntival.

## Després de l'operació
Després de l'operació cal evitar:
1. Tensionar la pell de la zona o dels voltants.
2. Lús de lents de contacte com a mínim 14 dies.
3. Fer esport o exercici físic que impliqui el moviment de la pell. Esports i exercicis aquàtics inclusivament.
4. Prendre medicaments que augmenten el sagnat, com aspirines.

Cal tenir en compte que després de l'operació poden aparèixer petites molèsties, com una certa sensibilitat a la llum. La recuperació es produeix de manera senzilla i ràpida si se segueixen els passos anteriorment indicats. Un cop passats uns sis dies, es procedeix a eliminar les cicatrius. Aquestes només seran perceptibles durant les primeres dues setmanes, i es tornaran pràcticament invisibles a partir de la tercera setmana amb efectes àmpliament duradors.

## Història
A mesura que les tècniques van començar a desenvolupar-se, els antics grecs i romans van començar a escriure i recopilar tot el que sabien que implicava aquests procediments. Aulus Cornelius Celsus, un romà del segle I, va descriure fer una escissió a la pell per relaxar les parpelles al seu llibre De Medicina.
Karl Ferdinand von Gräfe va encunyar la frase blefaroplàstia l'any 1818 quan es va utilitzar la tècnica per reparar les deformitats causades pel càncer a les parpelles.

## Làser
L'aparició d'instruments quirúrgics com el làser de diòxid de carboni i la seva aplicació a la blefaroplàstia van tenir una fase d'eufòria inicial per part dels cirurgians. Avui sabem que l'ús d'aquests instruments simplement pot fer que la cirurgia sigui més ràpida, però en cap cas no aconsegueixen un millor resultat estètic. A més, molts cirurgians consideren que el dany tèrmic que produeix el làser pot allargar el procés de cicatrització.
La blefaroplàstia làser és la realització de la cirurgia de les parpelles utilitzant un làser en lloc d'un bisturí. La blefaroplàstia làser sovint es combina amb el rejoveniment de les parpelles làser, ja que els dos procediments es poden realitzar conjuntament.
Una blefaroplàstia làser de CO ₂ ofereix molts avantatges respecte a una blefaroplàstia realitzada amb un bisturí. Alguns d'aquests beneficis inclouen menys sagnat, temps quirúrgic escurçat, millor visibilitat intraoperatòria, menys contusions i inflor, menys dolor o molèsties i una curació més suau.